# Getter

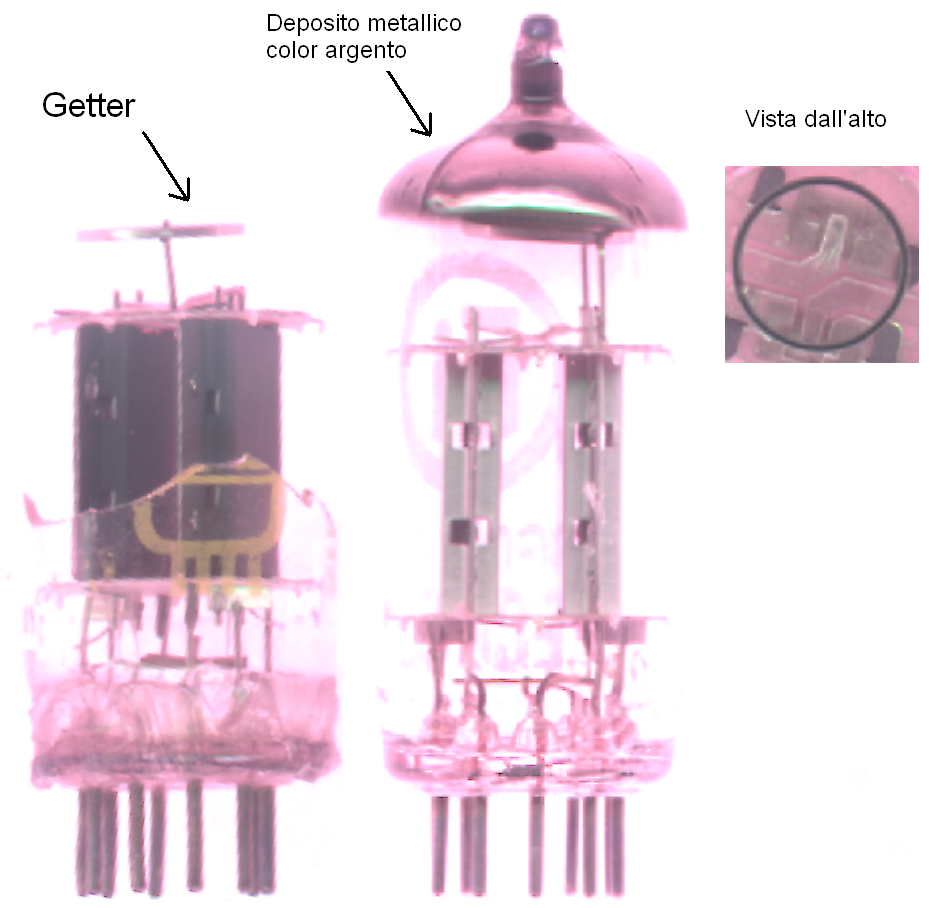
Diagrama de Getter

Um getter (termo oriundo de apanhador, capturador ou ainda absorvente em língua inglesa) é um depósito de material reativo que é deliberadamente colocado dentro do sistema de vácuo, com o propósito de completar e manter o vácuo. Quando as moléculas colidem com o material do gett, combinam-se com ele quimicamente ou por absorção. Então o getter remove pequenas quantidades de gás do espaço evacuado. 
O getter é também um revestimento aplicado à superfície dentro da câmara evacuada.
É um componente usado na tecnologia de vácuo para evitar a persistência de gases residuais no estado livre, onde é necessário manter um estado de vácuo, e são especialmente importantes em sistemas selados, como os tubos de raios catódicos de televisores, tubos de vácuo, painéis com isolamento a vácuo e diversos outros equipamentos eletrônicos, como o microscópio eletrônico.
Pequenas quantidades de gás dentro de um tubo de vácuo se ionizam, causando condução indesejada levando a avarias graves. Pequenas quantidades de gás dentro de um painel com isolamento a vácuo pode comprometer grandemente o seu valor de isolamento. Getters em ambos os casos ajudam a manter o vácuo.
Normalmente, estes pequenos recipientes cheios com anéis de metal que oxida muito rapidamente, na maioria dos casos bário, mas dependendo da aplicação e do gás a ser extraído, pode-se usar diversos metais, como o titânio.
Um vácuo é criado por conectar um recipiente fechado à uma bomba de vácuo. Após obter-se um vácuo, o recipiente pode ser selado, ou a a bomba de vácuo pode ser deixada funcionando. Pequenas quantidades de gás permanecem no recipiente após o bombeamento, e as superfícies internas do recipiente podem lentamente liberar gases adsorvidos por um longo tempo. Embora não pese quase nada e não tem partes móveis, um getter é em si uma bomba de vácuo. 
O material em um getter, obviamente, não pode reagir de forma permanente com gases inertes, embora alguns getters os adsorverão de forma reversível. Além disso, o hidrogênio é geralmente tratado por adsorção em vez de reação.